# 트와일라잇 (소설)

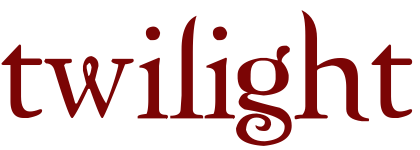

트와일라잇(Twilight)은 스테프니 메이어의 연작 소설 트와일라잇 시리즈 중 첫 번째 편이다.